# 1953 na política

## Eventos
- 7 de Janeiro - Os Estados Unidos anunciam ter desenvolvido a Bomba de Hidrogênio.
- 13 de Janeiro - o marechal Josip Broz Tito  é escolhido presidente da  Iugoslávia.
- 6 de Março - Gueórgui Maksimilianovich Malenkov é nomeado Premier e Primeiro-Secretário do Partido Comunista da União Soviética.
- 17 de Junho - Dá-se a repressão da Revolta de 1953 na Alemanha Oriental.
- 27 de Julho – Fim da Guerra da Coreia.
- 7 de Setembro - Nikita Khrushchev é nomeado chefe do Comitê Central do PCUS.
- 26 de Novembro - Reunião dos ministros dos negócios estrangeiros dos seis países fundadores da Comunidade Económica Europeia (CEE) cria uma comissão intergovernamental tendo em vista a redacção do tratado instituidor de uma comunidade política europeia. O projecto será redigido em 15 de Março de 1954.

## Nascimentos
| Data            | Nome                   | Profissão                                                                   | Nacionalidade           | Observações | Ref   |
| --------------- | ---------------------- | --------------------------------------------------------------------------- | ----------------------- | ----------- | ----- |
| 19 de fevereiro | Cristina Kirchner      | presidente da Argentina de 2007 a 2015                                      | Argentina               |             |       |
| 25 de fevereiro | José María Aznar       | político                                                                    | Espanha                 |             |       |
| 15 de março     | Kumba Yalá             | presidente da Guiné-Bissau de 2000 a 2003                                   | Portugal (Guiné-Bissau) |             |       |
| 6 de maio       | Tony Blair             | primeiro-ministro do Reino Unido de 1997 a 2007                             | Reino Unido             |             |       |
| 21 de junho     | Benazir Bhutto         | primeira-ministra do Paquistão de 1988 a 1990 e de 1993 a 1996              | Paquistão               | m. 2007     |       |
| 15 de julho     | Jean-Bertrand Aristide | presidente do Haiti em 1991, de 1993 a 1994, de 1994 a 1996, de 2001 a 2004 | Haiti                   |             |       |
| 12 de agosto    | Carlos Mesa            | presidente da Bolívia desde 17 de outubro de 2003 a 9 de junho 2005         | Bolívia                 |             | [ 1 ] |
| 27 de setembro  | María Emma Mejía       | política e jornalista                                                       | Colômbia                |             |       |

## Mortes
| Data           | Nome                | Profissão                                | Nacionalidade | Observações | Ref |
| -------------- | ------------------- | ---------------------------------------- | ------------- | ----------- | --- |
| 5 de março     | Josef Stalin        | líder Soviético                          | Império Russo | n. 1878     |     |
| 19 de julho    | Dumarsais Estimé    | presidente do Haiti de 1946 a 1950       | Haiti         | n. 1900     |     |
| 31 de julho    | Clodomir Cardoso    | jurista e político                       | Brasil        | n. 1879     |     |
| 22 de novembro | Jorge Meléndez      | presidente de El Salvador de 1919 a 1923 | El Salvador   | n. 1871     |     |
| ?              | Antonio Rubio Pérez | jornalista e político                    | Uruguai       | n. 1882     |     |
| ??             | João Pina de Morais | escritor, jornalista, político e militar | Portugal      | n . 1889    |     |